# Torneo Albert Schweitzer 1983
Il Torneo Albert Schweitzer 1983 si è svolto nel 1983 a Mannheim, nell'allora Germania Ovest.

## Classifica finale
| Pos. | Squadra                   |
| ---- | ------------------------- |
|      | Italia                    |
|      | Stati Uniti               |
|      | Germania Ovest Under-18 A |
| 4.   | Finlandia                 |
| 5.   | Jugoslavia                |
| 6.   | Turchia                   |
| 7.   | Bulgaria                  |
| 8.   | Polonia                   |
| 9.   | Germania Ovest Under-18 B |
| 10.  | Cina                      |
| 11.  | Belgio                    |
| 12.  | Cecoslovacchia            |
| 13.  | Unione Sovietica          |
| 14.  | Austria                   |
| 15.  | Francia                   |
| 16.  | Inghilterra               |